# سامانه آگاه‌سازی
سامانه آگاه‌سازی یا سیستم اطلاع‌رسانی در فناوری اطلاعات، یک ترکیب از نرم‌افزار و سخت‌افزار رایانه است برای رساندن پیام به مجموعه‌ای از گیرندگان که معمولاً فعالیت‌های مربوط به یک حساب را نشان می‌دهد. چنین سیستم‌هایی جنبه مهمی از برنامه‌های کاربردی وب مدرن را تشکیل می‌دهند.
به عنوان مثال، یک سیستم اعلان می‌تواند یک ایمیل ارسال کند که اعلام کند یک شبکه کامپیوتری برای تعمیر و نگهداری برنامه‌ریزی‌شده قطع می‌شود.
پیچیدگی سیستم اطلاع‌رسانی ممکن است متفاوت باشد. سیستم‌های اعلان پیچیده توسط کسب‌وکارها برای دسترسی به کارکنان مهم استفاده می‌شود. سیستم‌های اطلاع‌رسانی اضطراری ممکن است از فناوری‌های اطلاعاتی مدرن بهره ببرند. دولت‌ها از آنها برای آگاه کردن مردم از خطرات آتی استفاده می‌کنند.
در تلفن‌های همراه و تلفن‌های هوشمند، سخت‌افزار اختصاصی مانند LED اعلان گاهی برای ارسال پیام یا اطلاع دادن به کاربران گنجانده می‌شود.